# Abeokuta South
Abeokuta South è una delle venti aree a governo locale (local government areas) in cui è suddiviso lo stato di Ogun, nella Repubblica Federale della Nigeria.
Si estende su una superficie di 71 km² e conta una popolazione di 250.278 abitanti.